# Assemblea nazionale armena
L'Assemblea nazionale della Repubblica Armena (in armeno Հայաստանի Հանրապետության Ազգային ժողով?, Hayastani Hanrapetyut'yan Azgayin zhoghov o semplicemente Ազգային ժողով, Azgayin Zhoghov, abbreviata ԱԺ, AZh ) è il nome ufficiale del parlamento dell'Armenia.
L'Assemblea nazionale è unicamerale. Comprende 131 membri, eletti per cinque anni, di cui 41 eletti in collegi uninominali e 90 attribuiti con sistema proporzionale, con sogli di sbarramento al 5%.
A seguito del referendum costituzionale del 2015, che ha modificato l'ordinamento politico dal sistema semi-presidenziale al sistema parlamentare, il numero dei seggi è stato diminuito da 131 a 101, con efficacia dalle elezioni politiche del 2017.

## Presidenti del parlamento della prima repubblica di Armenia (1918-1920)
- Avetik Sahakyan (1 agosto 1918 – 1 agosto 1919)
- Avetis Aharonyan (1 agosto 1919 – 4 novembre 1920)
- Hovhannes Kajaznuni (4 novembre 1920 – 2 dicembre 1920)

## Capi del supremo consiglio (1990-1995)
- Levon Ter-Petrosyan (4 agosto 1990 – 11 novembre 1991)
- Babken Ararktsyan (24 dicembre 1991 – 27 luglio 1995)

## Presidenti del parlamento della seconda repubblica di Armenia (1995-)
- Babken Ararktsyan (27 luglio 1995 – 4 febbraio 1998)
- Khosrov Harutyunyan (4 febbraio 1998 – 11 giugno 1999)
- Karen Demirchyan (11 giugno 1999 – 27 ottobre 1999)
- Armen Khachatryan (2 novembre 1999 – 12 giugno 2003)
- Artur Baghdasaryan (12 giugno 2003 – 1 giugno 2006)
- Tigran Torosyan (1 giugno 2006 – 26 settembre 2008)
- Hrayr Karapetyan (26 settembre 2008 – 29 settembre 2008)
- Hovik Abrahamyan (28 settembre 2008 – 21 novembre 2011)
- Samvel Nikoyan (6 dicembre 2011 - 31 maggio 2012)
- Hovik Abrahamyan (31 maggio 2012 – 13 aprile 2014)
- Galust Sahakyan (29 aprile 2014 – 18 maggio 2017)
- Ara Babloyan (18 maggio 2017 – 14 gennaio 2019)
- Ararat Mirzoyan (14 gennaio 2019 - 2 agosto 2021)
- Alen Simonyan (2 agosto 2021 - )

## Vicepresidenti dell'Assemblea nazionale armena
- Babken Ararktsyan (1990 – 1991)
- Gagik Harutyunyan (1990 – 1991)
- Ara Sahakian (1991 – 1998)
- Artashes Tumanyan (1991 – 1995)
- Karapet Rubinyan (1995 – 1998)
- Albert Bazeyan (1998 – 1999)
- Yuri Bakhshyan (1998 – 1999)
- Ruben Miroyan (1999)
- Gagik Aslanian (1999 – 2003)
- Tigran Torosyan (1999 – 2006)
- Vahan Hovhannisyan (2003 – 2008)
- Ishkhan Zakarian (2007)
- Arevik Petrosyan (2007 – 2010)
- Hrayr Karapetyan (2008 – 2009)
- Samvel Nikoyan (2009 – 2012)
- Samvel Balasanyan (2010 – 2012)
- Hermine Naghdalyan (2012 – 2017)
- Eduard Sharmazanov (2011 – 2019)
- Arpine Hovhannisyan (2017 – 2019)
- Mikayel Melkumyan (2017 – 2019)
- Lena Nazaryan (2019 - 2021)
- Alen Simonyan (2019 - 2021)
- Ruben Rubinyan (2021 - )
- Hakob Archakian (2021 - )
- Ishkhan Saghatelyan (2021 - )